# Sgarbh Breac
Sgarbh Breac är ett berg i Storbritannien.   Det ligger i kommunen Argyll and Bute och riksdelen Skottland, i den nordvästra delen av landet, 600 km nordväst om huvudstaden London. Toppen på Sgarbh Breac är 354 meter över havet, eller 284 meter över den omgivande terrängen. Bredden vid basen är 17,1 km. Sgarbh Breac ligger på ön Islay.
Terrängen runt Sgarbh Breac är varierad. Havet är nära Sgarbh Breac åt nordväst. Trakten runt Sgarbh Breac är nära nog obefolkad, med mindre än två invånare per kvadratkilometer. Trakten runt Sgarbh Breac består i huvudsak av gräsmarker.